# Себастьян Рульї
Себастьян Оскар Рульї Мехія (ісп. Sebastián Oscar Rulli Mejia; нар. 6 липня 1975, Буенос-Айрес) — аргентинський актор та модель.

## Життєпис
Народився 6 липня 1975 року у Буенос-Айресі, Аргентина. Починав свою кар'єру як модель, працював в Іспанії, Італії, Швейцарії, Франції, Японії, США та Мексиці. У Мехіко навчався в Центрі художньої освіти при телекомпанії Televisa.
Його дебют на телебаченні відбувся 1995 року в аргентинському серіалі «Американські гірки: Повернення». 2000 року він знявся в мексиканській теленовелі «Перше кохання», за якою грав успішні ролі у серіалах «Рубі», «Тереза» та багатьох інших.
У 2019—2020 роках зіграв у серіалі «Дракон: Повернення воїна» виробництва Netflix.

## Особисте життя
Із 2004 року перебував у стосунках з аргентинською акторкою Сесілією Гальяно, з якою одружився 31 грудня 2007 року. Їхній син Сантьяго народився 15 січня 2010 року. Розлучилися у квітні 2011 року.
У 2012—2013 роках перебував у стосунках з акторкою Араселі Арамбула.
Із 2014 року перебуває у фактичному шлюбі з акторкою та співачкою Анжелікою Боєр.

## Вибрана фільмографія
| Рік       |    | Українська назва                 | Оригінальна назва                    | Роль                                   |
| --------- | -- | -------------------------------- | ------------------------------------ | -------------------------------------- |
| 1995      | с  | Американські гірки: Повернення   | Montaña rusa, otra vuelta            | Ігнасіо                                |
| 1998      | с  | Літо '98                         | Verano del '98                       | Віллі                                  |
| 2000      | с  | Перше кохання                    | Primer amor... a mil por hora        | Маурісіо                               |
| 2001      | тф | Перше кохання... три роки потому | Primer amor... tres años después     | Маурісіо                               |
| 2001      | с  | Народжений без гріха             | Sin pecado concebido                 | Марко Вінісіо Марторель Ернандес       |
| 2002      | с  | Жінка, випадки з реального життя | Mujer, casos de la vida real         | —                                      |
| 2004      | с  | Рубі                             | Rubi                                 | Ектор Феррер Гарса                     |
| 2005      | с  | Наперекір долі                   | Contra viento y marea                | Себастьян Карденас                     |
| 2007      | с  | Пристрасть                       | Pasion                               | Сантьяго Маркес                        |
| 2008—2009 | с  | Удар в серце                     | Un gancho al corazón                 | Маурісіо Серменьйо                     |
| 2010      | с  | Коли я закоханий                 | Cuando me enamoro                    | Роберто Гамба                          |
| 2010—2011 | с  | Тереза                           | Teresa                               | Артуро де ла Баррера Асуела            |
| 2012      | с  | Істинне кохання                  | Amores verdaderos                    | Франсіско Гусман Трехо                 |
| 2013      | с  | Те, що життя в мене вкрало       | Lo que la vida me robó               | Алехандро Альмонте Домінгес            |
| 2016      | с  | Тричі Ана                        | Tres veces Ana                       | Сантьяго Гарсія / Марсело Сальватьєрра |
| 2017—2019 | с  | Тато кожній мамі                 | Papá a toda madre                    | Маурісіо Лопес-Гарса Сільветті         |
| 2019—2020 | с  | Дракон: Повернення воїна         | El Dragón: El regreso de un guerrero | Мігель Гарса Мартінес (Дракон)         |
| 2022      | с  | Багаті теж плачуть               | Los ricos también lloran             | Луїс Альберто Сальватьєрра Суарес      |
| 2023      | с  | За твоїми межами                 | Más allá de ti                       | Давид Сальгадо                         |
| 2024—2025 | с  | Дивне повернення Діани Салазар   | El extraño retorno de Diana Salazar  | Маріо Вільярреаль / Едуардо Карвахаль  |

## Нагороди та номінації
TVyNovelas Awards:
- 2008 — Номінація на найкращого актора другого плану (Пристрасть).
- 2010 — Номінація на найкращого актора (Удар в серце).
- 2011 — Номінація на найкращого актора (Тереза).
- 2014 — Номінація на найкращого актора (Істинне кохання).
- 2015 — Найкраща чоловіча роль (Те, що життя в мене вкрало).
- 2017 — Найкраща чоловіча роль (Тричі Ана).
- 2018 — Найкраща чоловіча роль (Тато кожній мамі).

ACE Awards:
- 2010 — Найкращий актор (Удар в серце).
- 2012 — Найкращий актор (Тереза).

Bravo Awards:
- 2010 — Найкращий актор (Тереза).